# Harriman (New York)
Harriman è un villaggio degli Stati Uniti d'America, situato nello stato di New York, nella contea di Orange.